# Kaqchikel
Kaqchikel – plemię indiańskie Majów, zamieszkujące Gwatemalę. Nazwa była poprzednio pisana na różne inne sposoby, w tym: Cakchiquel, Kakchiquel, Caqchikel i Cachiquel.

## Historia
W okresie postklasycznym Kaqchikel utworzyli własne królestwo i byli bliskimi sojusznikami Majów Kicze, dominującymi w górach Gwatemali. Na przełomie wieków przed konkwistą relacja ta zmieniła się z umiarkowanej relacji wasali, w otwartą wrogość. Istniały dwie grupy Kaqchikel: grupa zachodnia mająca stolicę w Iximché i grupa wschodnia z centrum w Mixco Viejo. Grupa zachodnia sprzymierzyła się z własnej inicjatywy w 1524 roku z Pedro de Alvarado i tym samym miała znaczący udział w ujarzmieniu górskich Majów przez Hiszpanów. Ich historia aż do podboju przez Hiszpanię była we wczesnym okresie kolonialnym spisana w Kronikach Kaqchikel.

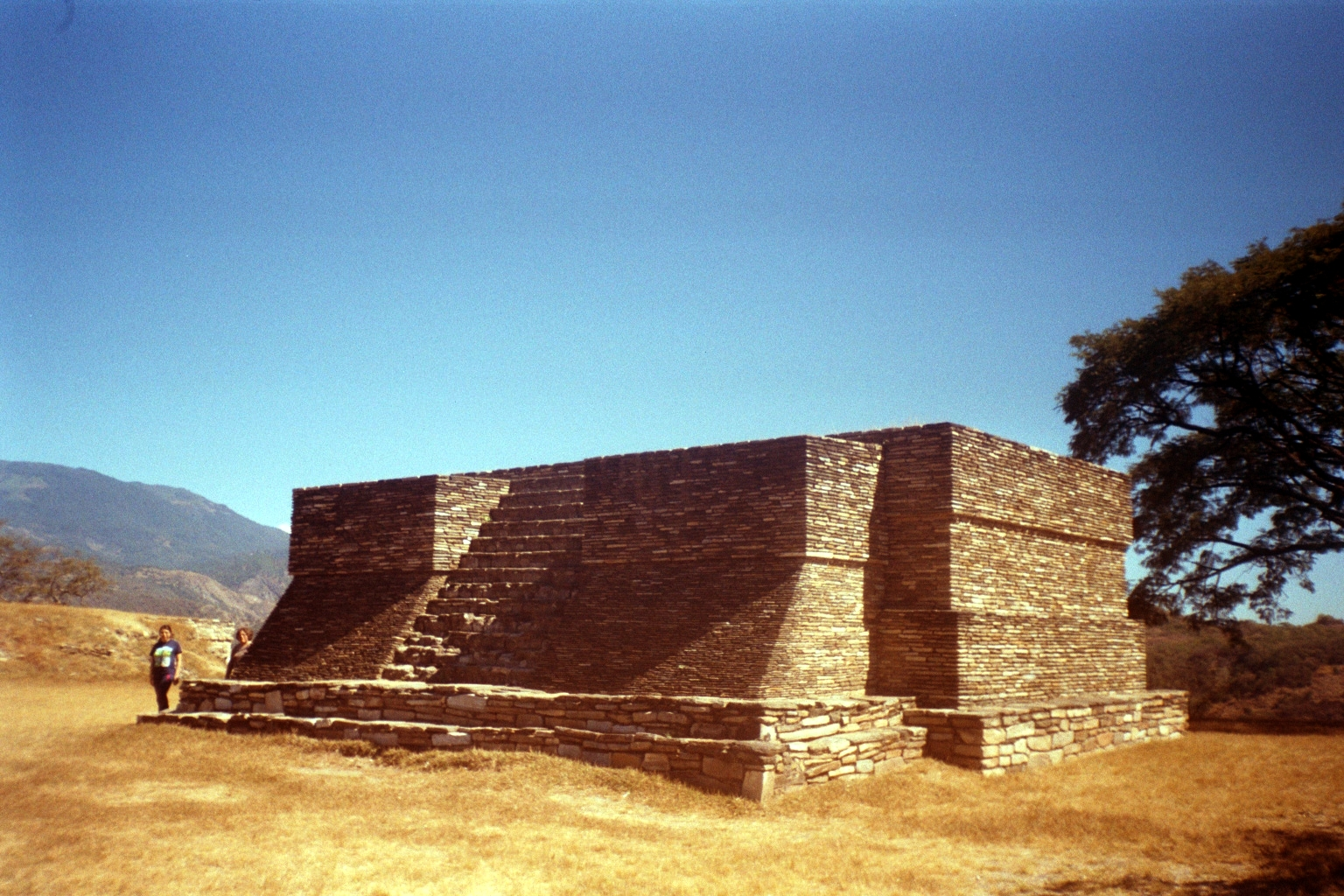
Piramidalna świątynia w Mixco Viejo (2005)
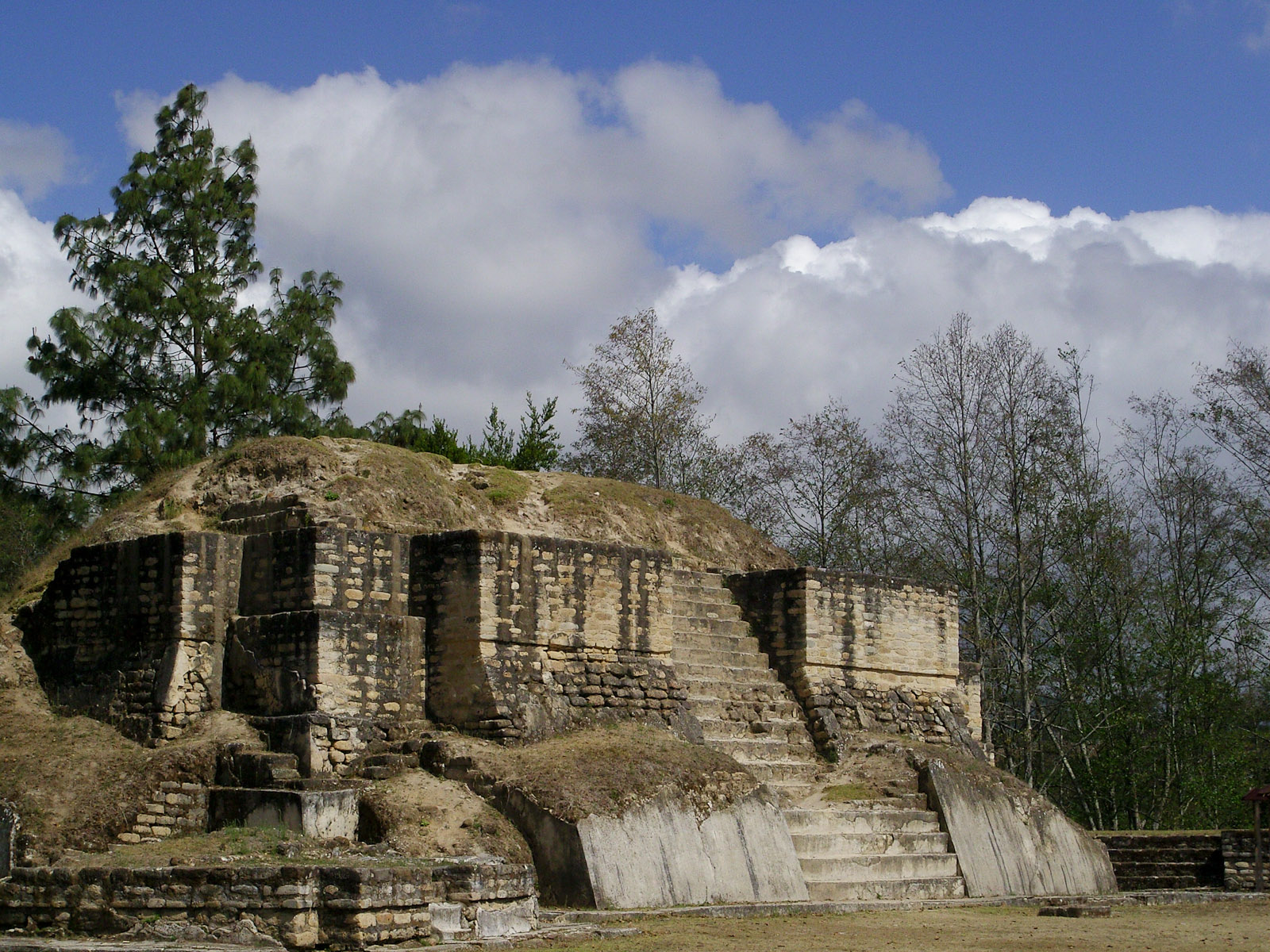
Piramidalna świątynia w Iximché (2008)

## Obecnie
Na początku XXI wieku ponad 800 tysięcy Gwatemalczyków identyfikowało się jako Kaqchikel, z czego prawie 450 tys. twierdziło, że ich ojczystym językiem jest kaqchikel. Kaqchikel wciąż są jednym z najliczniejszych ludów Majów oraz posługują się jednym z najpopularniejszych języków majańskich. Obszar osadniczy obejmuje głównie departamenty Chimaltenango, Sololá i Sacatepéquez.

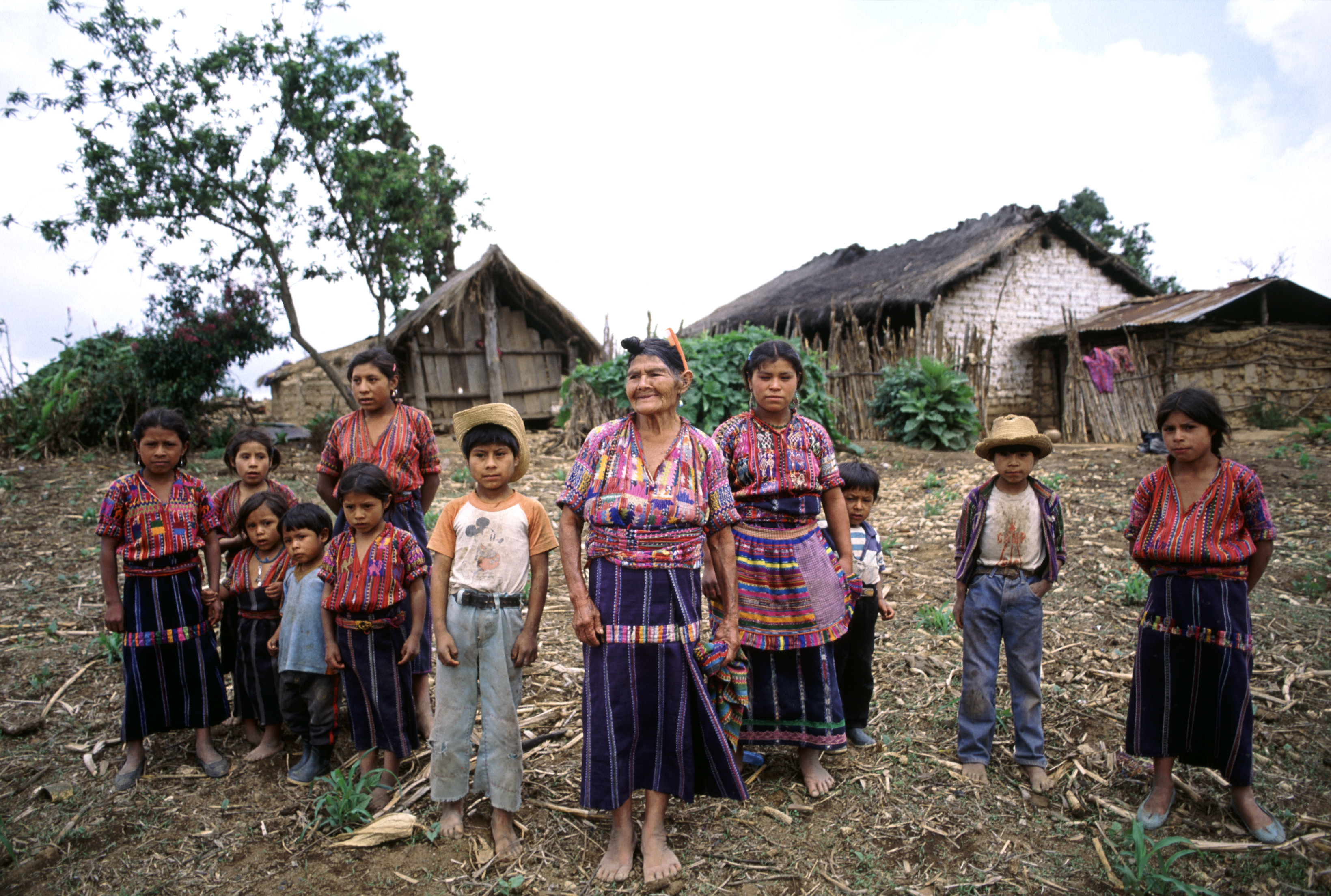
Rodzina Kaqchikel w Patzutzun (1993)
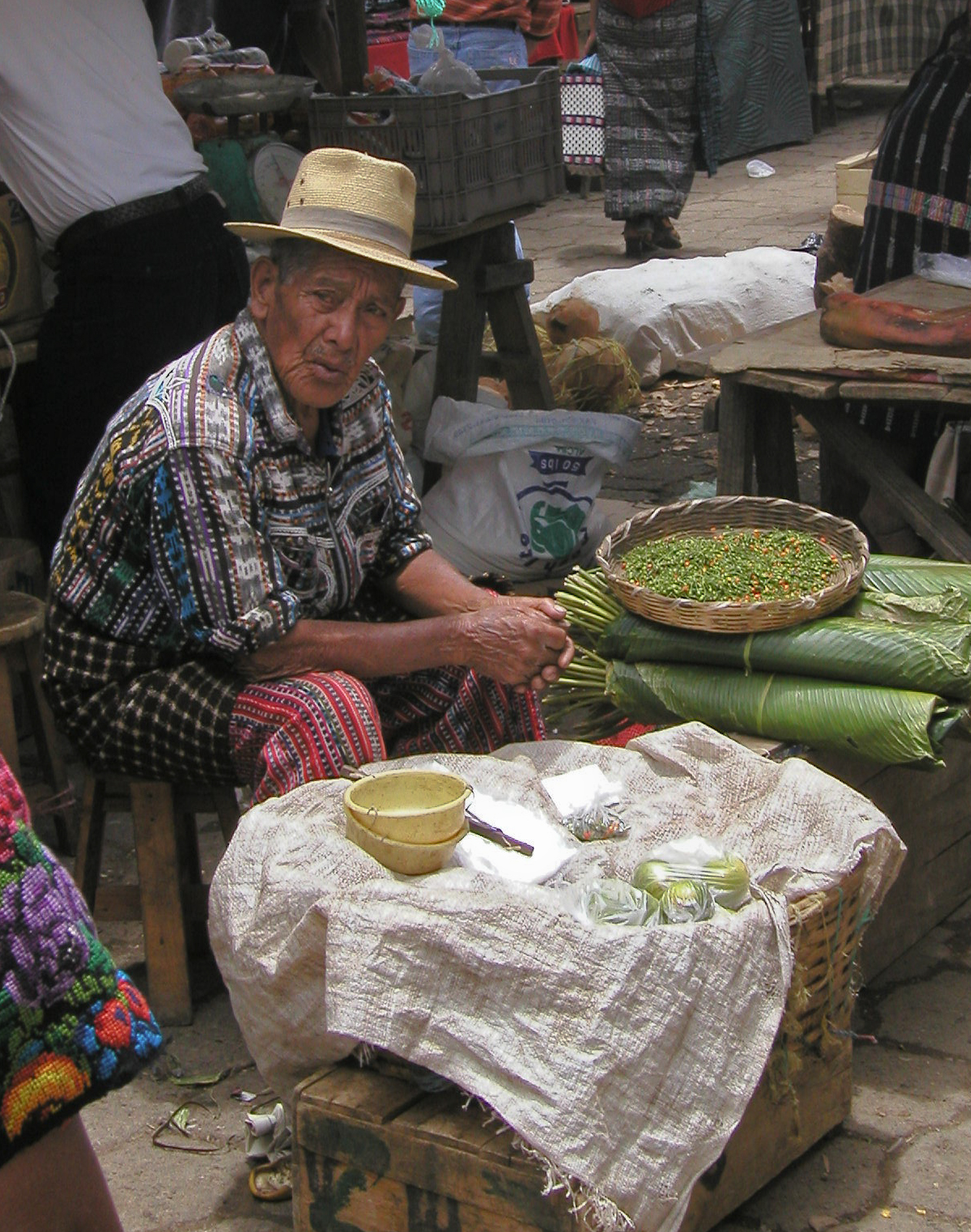
Mężczyzna Kaqchikel na targu w Sololá (2004)